# 富貴角
25°17′51.19″N 121°32′14.69″E / 25.2975528°N 121.5374139°E

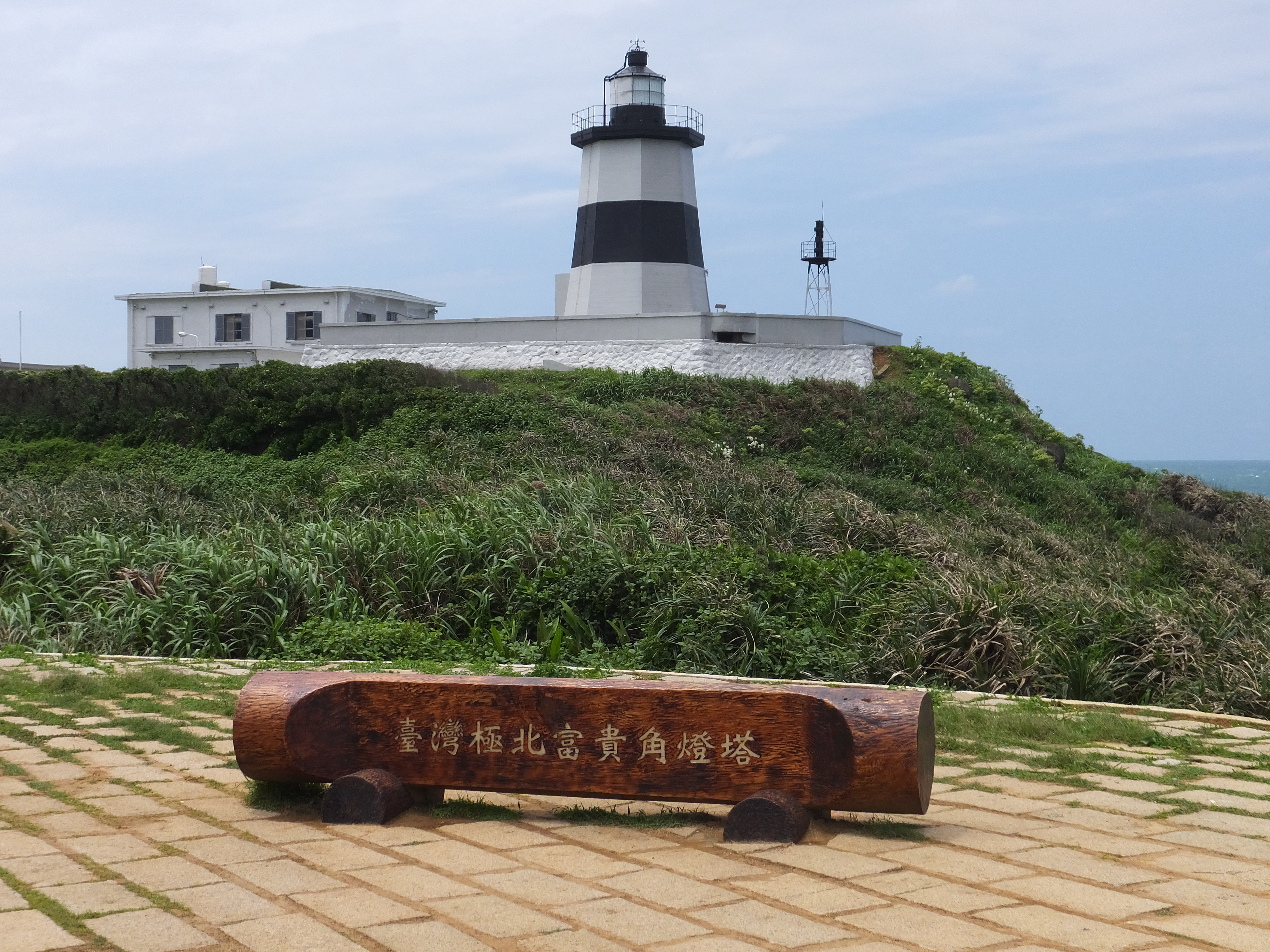
富貴角燈塔

富貴角（荷蘭語：（指岬角），巴賽語：打賓/ta-pin)，乃台灣本島極北端之海岬，行政上屬新北市石門區。位於海岬上的富貴角燈塔也為台灣島最北端之燈塔。

## 概要
富貴角原俗名「打賓/ta-pin」，相傳始為平埔族巴賽族語言。而今富貴角之名，則得於荷蘭人對該地的稱呼「Hoek」（意即岬角）。後人取其譯音稱為「富基角」，閩南移民再以音近之「富貴」二字代之。與今日三貂角同為源於歐洲語言之音譯而產生的地名。在地質構造上，主要是由第4紀大屯火山彙之竹子火山熔岩流入海中所形成的緩斜河階岬角。 富貴角與台灣本島最東的三貂角（貢寮區）和鼻頭角（瑞芳區），合稱「北台灣三角」。
附近著名的富基漁港也因鄰近富貴角而得名。

## 自然環境
地形
富貴角之海岸地形，乃因風蝕作用而成的風稜石，多屬大屯山的火成安山岩，被強烈的東北季風吹蝕成平坦的風蝕面。
植物
- 平原菟絲子(Cuscuta campestris Yunck)
- 濱當歸(Angelica hirsutiflora Liu Chao & Chuang)
- 粗莖麝香百合(Lilium longiflorum Thunb. var. scabrum Masamune)

## 外部連結
- 富貴角(交通部觀光局)
- 富貴角(燈塔) （页面存档备份，存于）
- 交通部觀光局北海岸及觀音山國家風景區管理處 《人文生態主題網》 （页面存档备份，存于）
- 微笑台灣：石門富貴角 百年梯田千歲米 （页面存档备份，存于）